# Cubando
Cubando è un album in lingua spagnola di Benito Urgu, pubblicato nel 2004 da Frorias Edizioni.

## Descrizione
Tutti i brani sono stati scritti e musicati da Benito Urgu e Stefano Casta, eccetto i brani Canta, baila y come fruta e Encantos di Benito Urgu, Stefano Casta e Paolo Perna.

## Tracce
1. La Bayamesa, ¡Que linda! – 4:38
2. El gallo de Moròn – 3:40
3. Hasta cien – 3:13
4. A polo – 3:08
5. Portu Seguro – 3:45
6. Habana – 3:52
7. Comiendo abrigo – 3:36
8. Canta, baila y come fruta – 3:52
9. Anita – 4:24
10. Encantos – 3:57
11. Lo que no nace no crece – 3:52

Durata totale: 41:57